# David Strelec
David Strelec, né le 4 avril 2001 à Nové Zámky en Slovaquie, est un footballeur international slovaque qui évolue actuellement au poste d'avant-centre au Slovan Bratislava.

## Biographie

### Slovan Bratislava
Né à Nové Zámky en Slovaquie, David Strelec est un pur produit du centre de formation du Slovan Bratislava, qu'il rejoint en 2007. Il est intégré pour la première fois en équipe première en juin 2018, pour la préparation d'avant-saison. C'est avec ce club qu'il fait ses débuts en professionnel, jouant son premier match le 5 août 2018 contre le MFK Zemplín Michalovce, une rencontre de championnat que son équipe remporte sur le score de deux buts à un. Le 8 décembre de la même année il inscrit son premier but en professionnel face au MŠK Žilina, dans une rencontre prolifique en buts, remportée par le Slovan (5-2)
Lors de la saison 2018-2019 il est sacré Champion de Slovaquie avec le Slovan Bratislava, glanant ainsi le premier titre de sa carrière.

### Spezia Calcio
Au mercato d'été 2021, David Strelec signe un contrat jusqu'en 2026 avec la Spezia Calcio, qui a déboursé près de trois millions d'euros pour convaincre le Slovan Bratislava. Strelec joue son premier match pour la Spezia le 25 septembre 2021, lors d'une rencontre de Serie A face au Milan AC. Il entre en jeu et son équipe s'incline par deux buts à un ce jour-là.

### Prêts
Le 31 janvier 2023, David Strelec rejoint le Reggina 1914, en deuxième division italienne, sous la forme d'un prêt jusqu'à la fin de la saison.
Le 9 août 2023, David Strelec fait son retour au Slovan Bratislava sous la forme d'un prêt d'une saison.

### En sélection
David Strelec fête sa première sélection avec l'équipe de Slovaquie espoirs le 22 mars 2019 face à la Grèce en match amical. Il entre en jeu lors de cette rencontre riche en buts qui voit les jeunes slovaques l'emporter (4-3). Le 6 juin 2019 il se fait remarquer avec les espoirs en réalisant un doublé contre l'Arménie après être entré en jeu. Le match est remporté par son équipe sur le score de six buts à zéro.
En mars 2021 il est convoqué pour la première fois avec l'équipe nationale de Slovaquie. Il honore sa première sélection face à Chypre, le 24 mars 2021. Il entre en jeu à la place d'Ondrej Duda et les deux équipes se neutralisent (0-0). Pour sa deuxième sélection, contre Malte le 27 mars 2021, Strelec entre en jeu à la mi-temps à la place de Juraj Kucka et marque son premier but en sélection seulement quelques minutes plus tard, en reprenant de la tête un ballon de Milan Škriniar. La Slovaquie fait match nul ce jour-là (2-2).
Le 7 juin 2024, il figure dans la liste des 26 joueurs slovaques retenus par Francesco Calzona pour participer à l'Euro 2024.

## Palmarès
Slovan Bratislava
- Champion de Slovaquie
  - 2019 et 2020.

### Buts internationaux
| 0 | Date         | Lieu                                         | Adversaire | Score | Résultats | Compétitions                            |
| - | ------------ | -------------------------------------------- | ---------- | ----- | --------- | --------------------------------------- |
| 1 | 27 mars 2021 | Stade Antona Malatinského, Trnava, Slovaquie | Malte      | 1-2   | 2 - 2     | Éliminatoires de la Coupe du monde 2022 |